# Parowie dożywotni
Parowie dożywotni (ang. life peers) – jedna z trzech głównych, obok parów dziedzicznych i lordów duchownych, grup członków Izby Lordów – izby wyższej Parlamentu Wielkiej Brytanii. Lordowie dożywotni to osoby, których nobilitację przeprowadzono specjalnie w celu umożliwienia im zasiadania w Izbie, zaś ich tytuły szlacheckie wygasają z chwilą ich śmierci i nie są dziedziczne.
W swojej dzisiejszej postaci instytucja parów dożywotnich została ustanowiona w 1958 roku, na mocy ustawy o parostwach dożywotnich (ang. Life Peerages Act), choć w bardziej ograniczonym zakresie byli oni powoływani już wcześniej. Od czasu reformy Izby Lordów z 1999 roku parowie dożywotni stanowią zdecydowanie najliczniejszą grupę jej członków. Ich liczba nie jest ustawowo ściśle ustalona, lecz zazwyczaj waha się w przedziale 650–700 osób.

## Powoływanie
Podobnie jak w przypadku wszystkich innych typów nobilitacji w Wielkiej Brytanii formalnie kreacja parów dożywotnich stanowi wyłączną kompetencję królewską. W praktyce istnieją dwie ścieżki powoływania dożywotnich członków Izby Lordów: jedna przeznaczona dla osób wskazanych przez partie polityczne, a także byłych wysokich urzędników państwowych, oraz druga dla osób spoza świata polityki.

### Politycy i urzędnicy
W przypadku kandydatów rekomendowanych przez partie polityczne, król kreuje parów wyłącznie na wniosek premiera Wielkiej Brytanii. Premier sam decyduje o wyborze parów z własnej partii, przy czym zwyczajowo oczekuje się od niego, iż każdorazowo przy podejmowaniu takiej decyzji powoła też pewną liczbę parów z innych ugrupowań, wskazanych mu przez liderów partii opozycyjnych, w szczególności (lecz nie wyłącznie) przez lidera opozycji. Oprócz parów kreowanych w trakcie kadencji premiera istnieje także zwyczaj dający szefowi rządu prawo przedłożenia królowi ostatniej takiej listy w chwili swojej dymisji lub tuż po niej, dzięki czemu może w sposób szczególny docenić swoich współpracowników czy inne osoby zasłużone dla jego środowiska politycznego.
Istnieje także grupa stanowisk, których byli posiadacze otrzymują propozycję wejścia do Izby Lordów niemal automatycznie, na mocy wieloletniego zwyczaju. Do urzędów takich należą m.in. spiker Izby Gmin, arcybiskup Canterbury, szef Sztabu Generalnego, sekretarz Gabinetu (stojący na czele krajowej służby cywilnej) czy szef Służby Dyplomatycznej. Do tej grupy stanowisk należy także urząd premiera Wielkiej Brytanii, ostatnią osobą spośród byłych premierów, która przyjęła kreację na para, był David Cameron.
Od 2007 kandydatury wskazane przez premiera są, przed przedłożeniem ich monarsze, przedmiotem analizy ze strony Komisji ds. Nominacji do Izby Lordów (ang. House of Lords Appointments Commission). Zasadę tę wprowadzono po tym, jak w 2005 ówczesny premier Tony Blair został publicznie oskarżony o przyznawanie miejsc w Izbie Lordów w zamian za wsparcie finansowe dla jego partii.

### Pozostałe osoby
W 2000 wprowadzony został odmienny sposób wskazywania kandydatów na parów dożywotnich dla osób, które w swoim dotychczasowym życiu znajdowały się poza polityką i najwyższymi szczeblami administracji państwowej. Osoby te są wskazywane premierowi przez Komisję ds. Nominacji do Izby Lordów, która ma za zadanie wyszukiwać kandydatów wyróżniających się osiągnięciami w swej dotychczasowej karierze w różnych dziedzinach, lecz niezaangażowanych w politykę. Ideą stojącą za tym rozwiązaniem była chęć dopuszczenia do Izby Lordów, postrzeganej wcześniej jako ostoja oderwanej od rzeczywistości elity, „zwykłych ludzi”, zwanych czasem przez media „parami ludowymi” (ang. people's peers). To, na ile lordowie ci faktycznie są „zwykłymi ludźmi”, a na ile należą jednak do elity, pozostaje przedmiotem kontrowersji.

## Tytuły
Parowie dożywotni otrzymują tytuł barona (mężczyźni) lub baronessy (kobiety). Zgodnie z tradycją historycznej arystokracji, która dodawała do swych tytułów miejsce swego pochodzenia lub nazwę rodowych dóbr, do tytułu dodawana jest wskazana przez nominata miejscowość, rzadziej inna nazwa geograficzna, zwykle mające jakieś znaczenie w jego biografii. Z kolei sama nazwa kreacji pochodzi zwykle od nazwiska kandydata. I tak np. były sekretarz generalny NATO George Robertson od czasu kreacji na para dożywotniego jest oficjalnie tytułowany jako George Robertson, baron Robertson of Port Ellen (Port Ellen to szkockie miasteczko, w którym Robertson przyszedł na świat i wybrał je jako część swojego tytułu). Z kolei Sue Ryder, działaczka charytatywna zaangażowana m.in. w pomoc dla Polski, wybrała Warszawę jako miasto do swego tytułu, stąd była znana jako baronessa Ryder of Warsaw.
Opisana wyżej tytulatura jest stosowana w sytuacjach bardzo oficjalnych, natomiast na co dzień członkowie Izby Lordów (dotyczy to zresztą także parów dziedzicznych) są znani jako „lord [nazwa kreacji]”, np. lord Robertson (mężczyźni) lub „baronessa [nazwa kreacji]”, np. baronessa Ryder (kobiety). Małżonka mężczyzny będącego parem dożywotnim nie może w żaden sposób używać tytułu męża, jednak uzyskuje prawo do dopisywania przed swoim dotychczasowym nazwiskiem tytułu lady. Niekiedy tytuł lady jest również używany potocznie wobec kobiet, które same są parami, jako żeńska forma lorda. Mężowie kobiet-parów nie otrzymują jednak żadnego tytułu, podobnie jak partnerzy nieformalni parów obu płci. Bywa to przedmiotem krytyki istniejącego systemu, nawet ze strony prominentnych członków samej Izby.

## Przynależność i klasyfikacja
Parowie wskazani przez partie polityczne zasiadają w Izbie Lordów w ławach nominującej ich partii. Znaczna część tego typu parów zaliczana jest do półoficjalnej kategorii working peers (parów pracujących), czyli osób powoływanych do Izby ze względu na ich przydatność w pracy legislacyjnej, od których oczekuje się aktywnego udziału w procedowaniu przechodzących przez parlament projektów ustaw. Przeciwieństwem parów pracujących są parowie kreowani bardziej ze względów honorowych, dla których jest to przede wszystkim forma docenienia ich dorobku politycznego lub życiowego. Ich prawa i przywileje są identyczne jak parów pracujących, jednak w praktyce oczekiwania władz partyjnych odnośnie do wykonywanej w Izbie pracy są w ich przypadku zdecydowanie mniejsze.
Parowie pochodzący spoza nominacji partyjnych, a także parowie pełniący przed kreacją funkcje apolityczne (np. spikera Izby Gmin) tradycyjnie dołączają w Izbie do grona parów niezależnych, nazywanych crossbenchers.

## Wynagrodzenie
Członkowie Izby Lordów, w przeciwieństwie do członków Izby Gmin, nie otrzymują pensji. Wyjątkiem są parowie funkcyjni: Lord Speaker, przewodniczący komitetów izby oraz ich pierwsi zastępcy. Pensje otrzymują również parowie będący członkami rządu (zwyczajowo każdy resort ma przynajmniej jednego członka Izby Lordów w gronie swoich wiceministrów lub sekretarzy parlamentarnych, niekiedy lordowie są też członkami Gabinetu, czyli szefami resortów).
Lordowie otrzymują natomiast dietę, której podstawowa stawka wynosi obecnie 300 funtów dziennie, przy czym jest ona wypłacana wyłącznie za dni, w których dany par brał udział w posiedzeniu plenarnym Izby lub posiedzeniu jednego z jej komitetów. Ze względu na fakt, iż tradycyjnie wielu członków Izby to ludzie bardzo zamożni (ponieważ zasiadanie w niej można łączyć m.in. z działalnością gospodarczą, nawet na dużą skalę), każdy z lordów może dobrowolnie obniżyć wysokość swojej diety do 150 funtów dziennie, jednak nie jest to w żaden sposób wymagane.